# Lepidasthenia inquilinus
Lepidasthenia inquilinus är en ringmaskart som först beskrevs av Treadwell 1917.  Lepidasthenia inquilinus ingår i släktet Lepidasthenia och familjen Polynoidae. Inga underarter finns listade i Catalogue of Life.